# Ordine dei Tre Poteri Divini
Il Molto Illustre Ordine dei Tre Poteri Divini è un ordine cavalleresco del Nepal.

## Storia
L'Ordine è stato fondato il 27 novembre 1937.

## Classi
L'Ordine dispone delle seguenti classi di benemerenza:
- Membro di I Classe
- Membro di II Classe
- Membro di III Classe
- Membro di IV Classe
- Membro di V Classe
- Medaglia

## Insegne
- Il nastro è blu oltremare con bordi bianchi, all'interno dei bordi c'è una sottile striscia verde chiaro.